# Výroba lyží v Česku

Počátky lyžování

Výroba lyží v Česku byla na konci 19. století zahájená nezávisle na sobě v Horní Branné a v Rokytnu.

## Historie

### Horní Branná
Když v roce 1882 navštívil hrabě Jan Harrach Světovou výstavu v Krystianii v Norsku, došel k názoru, že ski (dřívější název pro lyže) by mohly usnadnit lesním dělníkům přístup do zavátých horských lesů. Tehdy objednal jeden pár jasanových a jeden pár bukových lyží. Podle těchto dovezených vzorů pak dala lesní správa u koláře Antonína Soukupa v Horní Branné vyrobit první páry domácích lyží, které byly určeny pro hraběcí lesní zaměstnance. Po krátkém čase se výroba lyží přesunula do dolnoštěpanické pily. Lyže zde byly vyráběny pro zaměstnance panství a pro lyžaře v Jilemnici a Dolních Štěpanicích.

### Rokytno
V 90. letech 19. století si ve Frišavě revírník Rudolf Gabessam pořídil lyže z Norska, které se zalíbily hostinskému Koskovi na Studnických Pasekách a tak si obstaral tvrdé dřevo a v Rokytnu si u truhláře Adolfa Slonka nechal lyže podle norského vzoru vyrobit. Kromě praktického využití se lyžování stalo sportovní zábavou, a tak v roce 1896 Adolf Slonek založil firmu Slonek, která začala lyže vyrábět. Pokračovatelem ve výrobě se stal jeho nejstarší syn Adolf, který se vyučil u svého otce stolařem. V roce 1910 pak Adolf mladší testoval svoje výrobky na vůbec prvních závodech v Novém Městě na Moravě.

## Výrobci
Po znárodnění v roce 1948, byl vytvořen n.p. Sport, pod který patřila i výroba lyží v Novém Městě na Moravě. Dosavadní objekt již nevyhovoval, tak bylo rozhodnuto o vybudování nového závodu u obce Pohledce, nedaleko Nového Města na Moravě. Hlavním výrobkem byly celojasanové turistické lyže. Postupem času došlo k modernizaci výrobních procesů. Českým výrobcem lyží je společnost Sporten se sídlem v Novém Městě na Moravě, který v roce 1962 vyrobil pod značkou Artis Sapporo, první laminátové běžky na světě. Na lyžích ze Sportenu získal olympijské zlato v Salt Lake City 2002 v akrobatickém lyžování Aleš Valenta.
Od roku 1993 působí na našem území také společnost Galus Industries. Tato firma ze Žacléře se proslavila výrobou vysoce výkonných závodních lyží Lusti, s jejichž výrobou začala v roce 2000.

## Expozice v Česku
- Horácké muzeum v Novém Městě na Moravě (expozice Výroba lyží a vývoj lyžování)
- Muzeum lyží a lyžařského vázání v Novém Městě na Moravě
- Ski muzeum Harrachov